# Unterseeboot 238
Le Unterseeboot 238 (ou U-238) est un sous-marin allemand (U-Boot) de type VII.C utilisé par la Kriegsmarine (marine de guerre allemande) pendant la Seconde Guerre mondiale

## Historique
Mis en service le 20 février 1943, l'Unterseeboot 238 reçoit sa formation de base à Kiel en Allemagne au sein de la 5. Unterseebootsflottille jusqu'au 31 juillet 1943, puis l'U-238 intègre sa formation de combat à Brest en France avec la 1. Unterseebootsflottille.
Il réalise sa première patrouille, quittant le port de Trondheim le 5 septembre 1943 sous les ordres de l'Oberleutnant zur See Horst Hepp. Après 34 jours de mer et un palmarès de quatre navires marchands coulés pour un total de 23 048 tonneaux et un navire marchand endommagé de 7 176 tonneaux, l'U-238 rejoint la base sous-marine de Brest qu'il atteint le 8 octobre 1943.
L'Unterseeboot 238 a effectué trois patrouilles dans lesquelles il a coulé quatre navires marchands pour un total de 23 048 tonneaux et a endommagé u navire marchand de 7 176 tonneaux au cours de 80 jours en mer.
Sa troisième patrouille le fait quitter le port de Brest le 27 janvier 1944 toujours sous les ordres de Horst Hepp, mais promu Kapitänleutnant depuis le 1er novembre 1943. Après 14 jours en mer, l'U-238 est coulé le 9 février 1944 dans l'Atlantique Nord au sud-ouest de l'Irlande à la position géographique de 49° 45′ N, 16° 07′ O par des charges de profondeur lancées des sloops britanniques HMS Kite, HMS Magpie et HMS Starling. Les 50 membres d'équipage meurent dans cette attaque. Le même jour, le Kapitänleutnant Horst Hepp est décoré à titre posthume de la Croix allemande en Or.

## Affectations successives
- 5. Unterseebootsflottille à Kiel du 20 février au 31 juillet 1943 (entrainement)
- 1. Unterseebootsflottille à Brest du 1er août 1943 au 9 février 1944 (service actif)

## Commandement
- Oberleutnant zur See, puis Kapitänleutnant Horst Hepp du 20 février 1943 au 9 février 1944

## Patrouilles
|       | Commandant        | Départ            | Départ    | Arrivée          | Arrivée   | Jours    | Succès   |
| ----- | ----------------- | ----------------- | --------- | ---------------- | --------- | -------- | -------- |
|       | Oblt. Horst Hepp  | 12 août 1943 1943 | Kiel      | 16 août 1943     | Bergen    | 5 jours  |          |
|       | Oblt. Horst Hepp  | 24 août 1943      | Bergen    | 26 août 1943     | Trondheim | 3 jours  |          |
| 1     | Oblt. Horst Hepp  | 5 septembre 1943  | Trondheim | 8 octobre 1943   | Brest     | 34 jours | 30 224   |
| 2     | Kptlt. Horst Hepp | 11 novembre 1943  | Brest     | 12 décembre 1943 | Brest     | 32 jours |          |
| 3     | Kptlt. Horst Hepp | 27 janvier 1944   | Brest     | 9 février 1944   | Coulé     | 14 jours |          |
| Total | Total             | Total             | Total     | Total            | Total     | 80 jours | 30 224 t |

Note : Oblt. = Oberleutnant zur See - Kptlt. = Kapitänleutnant 

### Opérations Wolfpack
L'U-238 a opéré avec les Wolfpacks (meute de loups) durant sa carrière opérationnelle:
1. Leuthen (15 septembre 1943 - 24 septembre 1943)
2. Schill 2 (17 novembre 1943 - 22 novembre 1943)
3. Weddigen (22 novembre 1943 - 1er décembre 1943)
4. Igel 2 (4 février 1944 - 9 février 1944)

## Navires coulés
L'Unterseeboot 238 a coulé quatre navires marchands pour un total de 23 048 tonneaux et a endommagé un navire marchand de 7 176 tonneaux au cours des trois patrouilles (Modèle:Nor en mer) qu'il effectua.
| Date              | Navire                  | Pavillon    | Tonnage | Fait      |
| ----------------- | ----------------------- | ----------- | ------- | --------- |
| 20 septembre 1943 | SS Frederick Douglass   | USA         | 7 176   | Endommagé |
| 20 septembre 1943 | SS Theodore Dwight Weld | USA         | 7 176   | Coulé     |
| 23 septembre 1943 | SS Fort Jemseg          | Royaume-Uni | 7 134   | Coulé     |
| 23 septembre 1943 | MV Oregon Express       | Norvège     | 3 642   | Coulé     |
| 23 septembre 1943 | SS Skjelbred            | Norvège     | 5 096   | Coulé     |

### Référence
1. ↑  http://uboat.net/boats/successes/u238/html

### Source
- (en) Cet article est partiellement ou en totalité issu de l’article de Wikipédia en anglais intitulé « German submarine U-238 » (voir la liste des auteurs).